# آزمون نسبت درست‌نمایی
آزمون نسبت درست‌نمایی (به انگلیسی: Likelihood Ratio Test)  یکی از روش‌های آزمون فرض آماری است که بین درستی یک فرضیه و متمم آن تصمیم می‌گیرد. به بیان دقیق‌تر، برای آزمودن فرضیه {\displaystyle {\mathcal {H}}_{0}:\theta \in \Theta _{0}} در برابر متمم آن {\displaystyle {\mathcal {H}}_{1}:\theta \in \Theta _{0}^{c}} آماره نسبت درست‌نمایی به صورت زیر تعریف می‌شود:
{\displaystyle \lambda (\mathbf {x} )={\frac {\sup _{\theta \in \Theta _{0}}{\mathcal {L}}(\theta |\mathbf {x} )}{\sup _{\theta \in \Theta _{0}^{c}}{\mathcal {L}}(\theta |\mathbf {x} )}}}
که در آن {\displaystyle {\mathcal {L}}(\theta |\mathbf {x} )} درستنمایی داده است. یک آزمون نسبت درست‌نمایی آزمونی است که فرض {\displaystyle {\mathcal {H}}_{0}} را در صورت {\displaystyle \lambda (\mathbf {x} )\leq c} رد می‌کند.
لم نیمن–پیرسون بیان می‌کند که آزمون نسبت درست‌نمایی برای آزمون فرض ساده {\displaystyle {\mathcal {H}}_{0}:\theta =\theta _{0}} به طور یکنواخت قوی‌ترین آزمون فرض است.
در آمار ، آزمون نسبت احتمال ، خوب بودن تناسب دو مدل آماری رقیب را بر اساس نسبت احتمالات آنها ارزیابی می کند ، به خصوص یکی با حداکثر سازی در کل فضای پارامتر و دیگری پس از اعمال برخی محدودیت ها پیدا شده است. اگر محدودیت (یعنی فرضیه صفر) توسط داده های مشاهده شده پشتیبانی شود ، دو احتمال نباید بیش از خطای نمونه گیری متفاوت باشد. [1] بنابراین آزمون نسبت احتمال آزمایش می کند که آیا این نسبت به طور قابل توجهی با یک تفاوت دارد یا به طور معادل آیا لگاریتم طبیعی آن از صفر تفاوت معناداری دارد.
آزمون نسبت احتمال ، قدیمی ترین روش از بین سه روش کلاسیک آزمایش فرضیه ، همراه با آزمون ضریب لاگرانژ و آزمون والد است. [2] در حقیقت ، می توان دو مورد اخیر را به عنوان تقریب آزمایش نسبت احتمال تصور کرد و از نظر مجانبی برابر هستند. [3] [4] [5] در مورد مقایسه دو مدل که هر یک از آنها هیچ پارامتر ناشناخته ای ندارند ، استفاده از آزمون نسبت احتمال را می توان با لم N نیمان-پیرسون توجیه کرد. لما نشان می دهد که این آزمون بالاترین قدرت را در بین تمام رقبا دارد. [6]